# 1Q84
1Q84 (いちきゅうはちよん Ichi kyū hachi yon?, 1984) es una novela fantástica escrita por Haruki Murakami, publicada en Japón en tres libros, entre los años 2009 y 2010. Se convirtió rápidamente en best-seller, con un millón de ejemplares vendidos en un mes.

## Título
El título hace referencia a la novela 1984 de George Orwell, pero se escribe de esa manera porque en japonés, la letra «q» y el número «9» son homófonos y ambos se pronuncian «kyū».
Esta referencia se confirma por el contenido del libro. La acción sucede en 1984 cuando Aomame se da cuenta de que se ha introducido en una realidad deformada, a la que llama 1Q84, y además, otro de los personajes tiene un paralelismo con el Gran Hermano de Orwell.

## Contenido

#### Libro 1
La trama transcurre en el año 1984. Masami Aomame, de 29 años, fisioterapeuta, profesora de gimnasia y experta en artes marciales, se dirige a una cita importante en taxi, pero debido al tráfico va muy retrasada. En medio de un embotellamiento colosal, y por sugerencia del taxista, sale del vehículo, cruzando por un acceso restringido a otro sector de la autopista, donde puede abordar un tren y llegar a tiempo a su cita.
Este suceso aparentemente desencadena algo extraño, pues comienza a notar ciertos cambios, algunos sutiles y otros no tanto, en su entorno, al punto de que parece estar en otra versión del año, a la que ella denomina 1Q84 (la "Q" fonéticamente en japonés suena igual al número nueve).
Tengo Kawana es un corpulento profesor de matemáticas, soltero, que mantiene una relación esporádica con una "novia" mayor que él. Tengo trabaja por horas en un colegio y en sus ratos libres escribe novelas, sin que hasta el momento haya podido publicar ninguna. En este contexto su editor, Yūji Komatsu le pide revisar una obra escrita por una jovencita de diecisiete años, de nombre Eriko Fukada, que contractado es "Fukaeri".
La novela impresiona a Tengo, por su originalidad e imaginación, pero advierte y señala que está muy mal escrita y Komatsu, que lo sabe, le propone que la corrija y reescriba, a lo que inicialmente, Tengo se opone, pero termina accediendo, tras conocer a la autora, Fukaeri, una jovencita de diecisiete años, que lo impresiona mucho.
Se descubre que Aomame además de ser una atleta y entrenadora, es también una asesina a sueldo, contratada por una misteriosa y rica dama que la utiliza para matar hombres que maltratan a sus mujeres, estableciéndose entre la anciana y Aomame una cordial relación de complicidad.
Tengo corrige la novela y Komatsu, su editor la presenta a concurso, ganando el primer lugar de forma unánime por el jurado, lo que pone en primera plana a Fukaeri, que padece de un tipo de dislexia, lo que pone en peligro el plan, pero en una entrevista con la prensa se desenvuelve muy bien.
Aomame en algún momento observa extrañada que hay cambios astronómicos que no entiende y que existen sucesos muy importantes que no recuerda, pero mantiene bajo control sus dudas en una aparente normalidad, aunque sabe que ese mundo no es el que conocía.
Los capítulos se van alternando entre uno y otro protagonista, desvelando dos tramas paralelas que en determinado momento se encuentran influenciados o relacionados por una entidad común, la comunidad religiosa llamada "Vanguardia".

#### Libro 2
Aomame comienza una relación amistosa con Ayumi, una policía que poco a poco se va volviendo profunda y comparten aventuras sexuales que van creciendo en intensidad hasta que Ayumi es asesinada en lo que parecía ser una de esas aventuras que se salen de control y esto afecta a Aomame profundamente.
La crísálida del aire es un éxito de ventas, pero Eriko ha desaparecido, ni Tengo sabe dónde está pero sus problemas aumentan cuando el marido de Kyōko Yasuda, su amante mayor lo contacta para que deje estas aventura y que no la verá más.
Ushikawa, un investigador privado, comienza a investigar más profundamente, atando cabos detecta a Tengo como parte del caso pero no es capaz de relacionarlo con Aomame.
Aomame y madame planean la muerte de Tamotsu Fukada, líder de la secta religiosa que violaba niñas y logran contacto con los guardaesapaldas de este y al final logra penegrar como masajista y se lleva varias sorpresas en el cumplimiento de su misión, él sabe a lo que ella va, y le cuenta algunos detalles de la Little People, un concepto que Eriko también menciona y también le habla de Tengo, diciéndole que él la ha buscado desde hace tiempo y que la ama, luego él se ofrece y ella lo mata.
Fukaeri regresa con Tengo y hablan y duermen juntos abrazados a petición de ella y terminan teniendo sexo.
Aomame sale del hotel después de haber matado a Fukada, pasa entre los guardias y les dice que está descansando, que lo dejen dormir un par de horas, ganando tiempo para escaparse, sabe que la van a perseguir y llama a Tamaru quien le proporciona una dirección para que se oculte, ella logra llegar al lugar y entra al apartamento que le servirá de escondite.
Tengo por su lado decide buscar a Aomame y deja a Fukaeri en su apartamento con instrucciones de no salir ni abrirle la puerta a nadie y comienza a investigar, al final le cuenta a Fukaeri que la está buscando y ella le dice que se encuentra muy cerca de él.
Aomame se da cuenta en las noticias que la secta a callado la muerte de su líder, Tamaru la llama, comentan al respecto y madame pide hablar con ella al teléfono, ella la conforta y le da las gracias, luego comienza a relacionarse y a leer "La crisálida de aire" de Fukaeri y Tengo.
«Está cerca de aquí. En un lugar al que se puede ir a pie».
Tengo sale a caminar y llega a un parque infantil en medio de varios edificios, sube a lo alto de un tobogán y de pie se pone a ver la luna y mira asombrado la "otra" luna y comienza a reflexionar sobre ese caso.
Aomame se sumerge en la "Crisálida de aire" que habla de una "Little People" y de "daughters" y "mother" y al final se da cuenta de que ellos son parte de esa historia, se pone a ver a las lunas, pero de pronto, ve a tengo abajo, subido en el tobogán, pero no lo reconoce, creyendo que es uno de sus enemigos, pero en lo íntimo de su corazón advierte que es Tengo y luego de una gran lucha interna, decide bajar a encontrarse con él, pero cuando llega ya no está.
Tengo regresa a su apartamento y Fukaeri le informa que ha recibido una llamada del lugar donde está su padre, él llama y le informan que su padre está en coma.
Aomame decide regresar a su "mundo", sale del apartamento, toma un taxi y le dice que vaya a la autopista por donde entró y en el atasco que había, se baja del taxi y busca el lugar por donde entró, pero ya no están las escaleras, decepcionada decide suicidarse en plena autopista en medio de los vehículos, cuyos conductores la miran atónitos.
Tengo llega a Chikura, donde su padre agoniza, asiste a su muerte, se reconcilia con él y llegan las enfermeras a retirarlo para hacerle u nos análisis, Tengo se queda en el cuarto y le aparece la "Crísálidad de Aire", entro mira a Aomame niña, sin saber si es real o fruto de su imaginación, y decide que va a encontrar a Aomame, donde quiera que esté.